# Will Arnett
William Emerson "Will" Arnett, född 4 maj 1970 i Toronto, är en kanadensisk skådespelare, komiker och röstskådespelare. Han har bland annat gjort rollen som Gob i Arrested Development och rösten till titelrollen i BoJack Horseman.

## Röstskådespelarkarriär
Han har bland annat varit den mörka rösten som säger  "It's not more than you need, just more than you're used to" i det amerikanska bilföretaget GMCs reklam under flera år och är det fortfarande. När det skulle göras en ny version av Knight Rider blev han ombedd att göra rösten åt bilen Kitt som huvudpersonen kör, men eftersom det är en Ford beslutade han tillsammans med sin agent att han inte skulle ta jobbet då han redan jobbade för GMC.

## Privatliv
Will Arnett gifte sig 29 augusti 2003 med den amerikanska skådespelaren och komikern Amy Poehler. Paret har två söner, födda 2008 respektive 2010. Paret separerade 2012.

## Filmografi (urval)
| År        | Titel                                            | Info           |
| --------- | ------------------------------------------------ | -------------- |
| 1999      | Southie                                          |                |
| 2003–2006 | Arrested Development                             | TV-serie       |
| 2005      | Monster till svärmor                             |                |
| 2006      | Let's Go to Prison                               |                |
| 2006      | Ice Age 2                                        | Röst           |
| 2007      | Grindhouse                                       |                |
| 2007      | Blades of Glory                                  |                |
| 2007      | The Brothers Solomon                             |                |
| 2007      | Råttatouille                                     | Röst           |
| 2007–2012 | 30 Rock                                          | TV-serie       |
| 2008      | Semi-Pro                                         |                |
| 2008      | The Rocker                                       |                |
| 2008      | Horton                                           | Röst           |
| 2009      | G-Force                                          |                |
| 2009      | Spring Breakdown                                 |                |
| 2010      | When in Rome                                     |                |
| 2010      | Jonah Hex                                        |                |
| 2010      | Dumma mej                                        | Röst           |
| 2010      | Lånaren Arrietty                                 | Röst           |
| 2010–2011 | Running Wilde                                    | TV-serie       |
| 2011      | Up All Night                                     | TV-serie       |
| 2012      | Men in Black III                                 |                |
| 2014      | Lego-filmen                                      | Röst           |
| 2014      | Teenage Mutant Ninja Turtles                     |                |
| 2014–     | BoJack Horseman                                  | TV-serie, röst |
| 2016      | Teenage Mutant Ninja Turtles: Out of the Shadows |                |
| 2017      | The Lego Batman Movie                            | Röst           |
| 2019      | Lego-filmen 2                                    | Röst           |